# Carlos Marín Tomás
a
Carlos Marín Tomás (nascut el 20 de febrer de 1997) és un futbolista espanyol que juga com a porter al Córdoba CF de Segona Divisió.

## Carrera de club
Nascut a Almeria, Andalusia, Marín es va incorporar als juvenils de l'Atlètic de Madrid el 2010, procedent del CD Oriente de la seva ciutat natal. Va fer el seu debut com a sènior amb el filial el 26 de març de 2017, començant com a titular en una victòria a casa per 1-0 contra el FC Villanueva del Pardillo, de Tercera Divisió.
El 16 de juny de 2017, Marín va renovar el seu contracte amb l'Atleti fins al 2020, però es va mantenir com a substitut de Miguel San Román durant la temporada abans de ser cedit al Betis Deportivo Balompié el 31 de juliol de 2018. El 5 de juliol de 2019, després de ser titular del conjunt, va signar un contracte permanent amb els verdiblancs.
El 29 de juliol de 2021, Marín va acordar un contracte d'un any amb el Córdoba CF de Segona Divisió RFEF. L'11 de maig de 2022, després d'ajudar el club a assolir l'ascens a Primera Federació, va signar una pròrroga de dos anys.
El 29 de juny de 2024, després d'un altre ascens amb els Blanquiverdes, Marín va renovar el seu vincle fins al 2027.